# Krasnopólka
Krasnopólka – wieś w rejonie hajsyńskim obwodu winnickiego, na wschodnim Podolu.
W czasach I Rzeczypospolitej wieś leżała w województwie bracławskim w prowincji małopolskiej Korony Królestwa Polskiego. W 1789 była prywatną wsią należącą do Czartoryskich. Odpadła od Polski w wyniku II rozbioru. Pod zaborami siedziba gminy Krasnopólka w powiecie hajsyńskim guberni podolskiej.